# Ledley King
Ledley Brenton King (ur. 12 października 1980 w Londynie) – angielski piłkarz pochodzący z Antigui i Barbudy grający na pozycji środkowego obrońcy.

## Kariera klubowa
King piłkarską karierę zaczynał w juniorskim zespole londyńskiego Tottenhamu. Przed sezonem 1998/1999 został włączony do kadry tego zespołu. W Tottenhamie zadebiutował 1 maja 1999 w meczu Premier League z Liverpoolem. Pierwszego gola dla stołecznego klubu strzelił 19 grudnia 2000 w ligowym spotkaniu z Bradfordem, pokonując już w pierwszej minucie bramkarza gospodarzy – Matthew Clarke'a. W sezonie 2001/2002 rozegrał 32 mecze ligowe i od tej pory stał się podstawowym graczem ekipy z White Hart Lane. W 2005 roku przejął opaskę kapitańską po Jamie Redknappie.
W trakcie przygotowań do rozpoczęcia sezonu 2006/07, podczas jednego z treningów, King odniósł kontuzję kolana, przez którą musiał pauzować aż do ćwierćfinału tegorocznej edycji Pucharu UEFA, w którym Tottenham Hotspur mierzył się z późniejszym zdobywcą trofeum, Sevillą. Drużyna Kogutów, która rozegrała w ciągu tego roku 59 spotkań we wszystkich rozgrywkach, bez Kinga w linii obronnej tylko trzykrotnie zdołała zachować czyste konto bramkowe. Po zakończeniu feralnego sezonu Ledley poddał się poważnej operacji, przez którą stracił cały następny rok, do końca sezonu 2007/08 występując jedynie sporadycznie. Był natomiast kapitanem drużyny, która zwyciężyła w finale Pucharu Ligi (zagrał także w finale w następnym roku, przegranym z Manchesterem United). Wygrana nad Chelsea 24 lutego 2008 roku, była życiowym sukcesem piłkarza. Gdy problemy z urazem powtarzały się i w następnych miesiącach, menadżer Tottenhamu Harry Redknapp wypowiedział się na jego temat następującymi słowami: Tutaj nie ma lekarstwa. Tu nie ma chrząstki, nie ma czego operować. Jest po prostu kość na kości. Więc po prostu pozostaje kwestia (rozważnego) gospodarowania. Jedyną kwestią jest gospodarowanie. Ono (kolano) puchnie i zazwyczaj potrzeba siedmiu dni, by je zregenerować, ale przez mecz w poniedziałek ma mniej czasu. Rzadko trenuje, głównie chodzi na siłownię aby utrzymać formę, ale nie biega i nie robi podobnych rzeczy. Ale nawet jeżeli zagra tylko 20 gier w sezonie, jest wart trzymania go w klubie, ponieważ jest tak dobry, że zwiększa nasze szanse na wygraną. W 2009 roku na jeden sezon stracił swoją opaskę kapitańską na rzecz Irlandczyka Robbiego Keane'a, który gwarantował regularne występy.
King występował w Tottenhamie od 1998 do 2012 roku. Ostatnie 6 lat jego piłkarskiej kariery upłynęło pod znakiem ciągłych zmagań z kontuzjami. W tym czasie we wszystkich meczach rozegranych dla londyńskiego klubu został ukarany zaledwie ośmioma żółtymi kartkami. Ani razu nie schodził z boiska z powodu czerwonej kartki. Zawodnik ogłosił przejście na "emeryturę" 19 lipca 2012 roku na specjalnie zwołanej konferencji prasowej. Na wieść o tym genialny francuski napastnik Thierry Henry przyznał, iż King był najlepszym obrońcą, przeciwko któremu przyszło mu grać.

## Kariera reprezentacyjna
King zadebiutował w reprezentacji Anglii w marcu 2002 roku. Wystąpił wówczas w przegranym 1:2 meczu z Włochami. Pierwszego gola dla Anglików zdobył 18 lutego 2004 roku w towarzyskim spotkaniu Portugalią. W tym samym roku wystąpił ze swoją reprezentacją na EURO 2004. Na portugalskim turnieju rozegrał dwa mecze – z Francją i Chorwacją. Z powodu kontuzji nie pojechał na Mundial w Niemczech, a na mistrzostwach świata w RPA zagrał 45 minut w pierwszym meczu kadry przeciwko USA, po czym zszedł z boiska... z urazem pachwiny. Zmuszony był poddać się kolejnej rekonwalescencji i nie wystąpił już w kolejnych spotkaniach.

## Statystyki klubowe
| Klub              | Sezon     | Liga    | Liga | Puchary krajowe | Puchary krajowe | Europejskie puchary | Europejskie puchary | Łącznie | Łącznie |
| Klub              | Sezon     | Występy | Gole | Występy         | Gole            | Występy             | Gole                | Występy | Gole    |
| ----------------- | --------- | ------- | ---- | --------------- | --------------- | ------------------- | ------------------- | ------- | ------- |
| Tottenham Hotspur | 1998/1999 | 1       | 0    | 0               | 0               | 0                   | 0                   | 1       | 0       |
| Tottenham Hotspur | 1999/2000 | 3       | 0    | 0               | 0               | 0                   | 0                   | 3       | 0       |
| Tottenham Hotspur | 2000/2001 | 18      | 1    | 5               | 1               | 0                   | 0                   | 23      | 2       |
| Tottenham Hotspur | 2001/2002 | 32      | 0    | 10              | 1               | 0                   | 0                   | 42      | 1       |
| Tottenham Hotspur | 2002/2003 | 25      | 0    | 1               | 0               | 0                   | 0                   | 26      | 0       |
| Tottenham Hotspur | 2003/2004 | 29      | 1    | 6               | 1               | 0                   | 0                   | 35      | 2       |
| Tottenham Hotspur | 2004/2005 | 38      | 2    | 9               | 1               | 0                   | 0                   | 47      | 3       |
| Tottenham Hotspur | 2005/2006 | 26      | 3    | 1               | 0               | 0                   | 0                   | 27      | 3       |
| Tottenham Hotspur | 2006/2007 | 21      | 0    | 0               | 0               | 6                   | 0                   | 27      | 0       |
| Tottenham Hotspur | 2007/2008 | 4       | 0    | 4               | 0               | 2                   | 0                   | 10      | 0       |
| Tottenham Hotspur | 2008/2009 | 24      | 1    | 3               | 0               | 4                   | 0                   | 31      | 1       |
| Tottenham Hotspur | 2009/2010 | 20      | 2    | 1               | 0               | 0                   | 0                   | 21      | 2       |
| Tottenham Hotspur | 2010/2011 | 6       | 0    | 1               | 0               | 3                   | 0                   | 9       | 0       |
| Tottenham Hotspur | 2011/2012 | 21      | 0    | 0               | 0               | 0                   | 0                   | 21      | 0       |
| Łącznie           |           | 268     | 10   | 39              | 5               | 14                  | 0                   | 321     | 15      |

## Życie osobiste
W lipcu 2015 poślubił Amy Kavanagh.